# Porsanger
70°3′22″N 24°58′33″Ø / 70.05611°N 24.97583°Ø
Porsanger kommune (nordsamisk Porsáŋggu gielda, kvensk Porsangin komuuni) ligger i Troms og Finnmark fylke i Norge. Den grænser i nordvest til Kvalsund og Måsøy, nord til Nordkapp, i øst til Lebesby, i syd til Karasjok, og i vest til Alta. Porsanger er Norges tredje største kommune i areal.
Største by og kommunesenter er Lakselv, som ligger inderst i fjorden Porsangen, eller Porsangerfjorden. På vestiden af fjorden ligger Indre Billefjord, Kistrand, Olderfjord/Russenes. På østsiden af fjorden ligger Børselv. I indlandet, langs E6 mod nabokommunen Karasjok ligger Porsangmoen, med Garnisonen i Porsanger.
Porsanger kommune hed Kistrand helt til årsskiftet 1963 – 64. I 1800-tallet udgjorde Porsanger sammen med Kjelvik (Nordkapp), Karasjok og Kautokeino en kommune med navn Kistrand. I 1851 blev Kautokeino, i 1861 Kjelvik og i 1873 Karasjok udskilt som selvstændige kommuner.
Porsanger er den eneste officielt definerede tresproglige og trekulturelle kommune i Norge, med samisk, kvensk og norsk som officielle sprog. Kommunen hører til forvaltningsområdet for samisk sprog.
Erhvervslivet i Porsanger er præget af en stor andel af beskæftigede i den offentlige sektor (46 %),
hvor forsvaret bidrager væsentlig, og mange beskæftigede indenfor handel og service.
Primærerhvervene (5 %) og bjergværk og industri (2 %) beskæftiger en begrænset del af del af kommunens erhvervsaktive. Antal enheder af landbrug og fiskeri er væsentlig reduceret i løbet af de sidste 10 år.

I Lakselv har Finnmarkseiendommen (FeFo) hovedkontor. FeFo forvalter 96 % af arealet i Finnmark.
Lokalaviser er Finnmark Dagblad og Ságat.

## Stednavnet
Porsanger, som er et norrønt ord, består af to led: Pors- og -angr. -angr blev benyttet om fjorde i almindelighed, mens finnmarkspors er en lyngplante, der i dag vokser i Porsanger. Imidlertid voksede der ingen pors på egnen, da den fik sit navn, og en nyere tolkning af forleddet er et låneord fra samisk borsi med betydningen "fos omgivet af lodrette bjergvægge".

## Geografi
Porsanger kommune omkranser Porsangerfjorden, som er Norges fjerde længste med sine 123 km. Store Tamsøy yderst i fjorden og Reinøya syd for Børselv er de to største øer i Porsangerfjorden. Videre indover ligger et mylder af små øer, holme og skær i et område med rigt fugleliv, i det som bliver kaldt verdens nordligste skærgård. I Porsanger findes også hundredvis af søer som hovedsagelig indeholder ørred og røje.
Porsanger kommune har tre store lakseelve, Stabburselva, Lakselva og Børselva. Stabburselva ligger omkranset af en af verdens nordligste fyrreskove i Stabbursdalen nationalpark.
Stabbursnes naturreservat har et af Nordens største trækfuglområder med mange sjældne fuglearter. Reinøya naturreservat er beskyttet for sin specielle flora og geologiske formationer. Børselvosen og Viekker naturreservat er beskyttet for sit unikke moseområde.
Strandlinjerne, med mærker efter bølgeslag (det såkaldte ydre Porsangertrin) opstod, den gang isen begyndte at trække sig tilbage for henved 10.000 år siden. Der er få steder, man kan se landhævningen så tydeligt som ved Roddenes. Denne seværdighed er i dag værnet.
En anden kendt turistattraktion er Trollholmsund med troldelignende formationer i dolomit, knyttet til et samisk sagn om en flok trolde, der ledte efter et gemmested for en medbragt skat af guld og sølv. Forgæves ledte de efter en hule stor nok til skatten. Til sidst var de nået helt ned til havet, og solen stod op og forvandlede dem til sten.
Det højeste fjeld er Čohkarášša med 1.139 moh. Særegent for Porsanger er kommunens mange gaissaer, rester af enorme havbundsplader, skubbet ind over land for 400–600 millioner år siden, og når op i højder på over 1.000 meter.
Dalbundene i er hovedsagelig sedimentære aflejringer fra elvene og spredte morænemasser fra istiden. Bjerggrunden består hovedsagelig af gneis, kvartsit, skifer, metabasalt og dolomit. Porsangerdolomitten i Finnmark er en meget stor ressource, men kvaliteten er for dårlig til at udvindes til industrien. I grundfjeldet er der fundet guld, platin, palladium, kobber og nikkel.

## Historie
De ældste spor efter mennesker finder man fra 8000 f.Kr. Dette er i perioden ældre stenalder, også kaldt komsakulturen (9000 – 4000 år f.Kr.). Der er fundet 10 "komsabopladser" langs Porsangerfjorden. Arkæologerne har af forskellige årsager været tilbageholdne med at knytte stenaldersamfundene i Finnmark til samisk etnicitet. Fundmateriale fra omkring Kristi fødsel og tidligere kan alligevel med stor grad af sikkerhed siges at være af samisk oprindelse.
Samerne drev jagt, fiskeri og handel. Det arkæologiske fundmateriale fra samisk jernalder, fra år 0 til 1600 e.Kr., peger i retning af at samerne hovedsagelig var en fangerkultur.
Porsanger var rigt på ressourcer. Det var rige græsninger for rensdyrene på fjeldmarken og i dalene. Der var også mængder af rype. I Stabbursdalen og øverst i Lakselvdalen fandtes tømmer til både . På øerne, især på Store Tamsøy, var der store mængder multebær, æg og dun. I elvene og søerne var der rigelig med fisk som laks, ørred og røje. Porsangersamernes flytninger baserede sig på at de i foråret fulgte fjordtorsken udover mod kysten, hvor de samtidig kunne udnytte den torsk, som vandrede ind mod land fra Barentshavet. I Porsangerfjorden var specielt sæl og marsvin vigtige jagtobjekter.
Pomorhandelen fra 1740 til 1917 var af stor betydning for vinterforsyninger af blandt andet mel til befolkningen. Melet blev byttet mod fisk, særlig sej.

### Tre stammer mødes
Frem til 1750 var området næsten udelukkende et samisk område. Enkelte samiske navne, som f.eks. Máhkarávju (Magerøya), kan stamme fra urnordisk, det vil sige fra tiden før ca. år 700.
Den kvenske befolkningen kom til Porsangerfjorden hovedsagelig fra Tornedalen i Sverige i 1750'erne og frem til begyndelsen af 1800-tallet, selv om der i området har været bosat kvenere også før 1700-tallet. Specielt enlige kvenske mænd bosatte sig i området efter at de havde giftet sig med samiske piger. Giftermål over landegrænser har vært almindelige på Nordkalotten. Tilflytterne i 1700-tallet var nybyggere som bosatte sig i området for at dyrke jord. Nogle indvandrere kan betragtes som flygtninge fra krig og sult.
I sprog og skikke holdt kvenerne sig meget til søsamerne. De kvenske tilflyttere fik indpas i de samiske brugs- og ressourceområder gennem giftermål, og ved at fremstå med en tilnærmet søsamisk kulturel profil. En af grundene til at kvenerne blev ønsket velkommen, var at de ikke slog sig sammen med nordmændene, men i samiske miljøer, hvor folk svarede skat til kongen. Dette var finneskatten, som indflyttede nordmænd var fritaget fra.
Porsanger har hovedsagelig været en kvensk og samisk kommune, selv om den samiske befolkning har været i flertal helt fra gamle tider. alligevel var disse befolkninger bosat i hver sine områder. Vestlige dele af Porsanger har vært præget af samisk kultur og sprog, mens Ydre Billefjord og Børselv har været kvenske bygder. Folketællingen fra 1865 fortæller at i Børselv boede 152 kvener, 18 samer og 2 nordmænd, mens i Lakselv boede 165 kvenere, 38 samer og 8 nordmænd. Af hele kommunens 1048 indbyggerne var 37,4 % kvenere.
I de første tiår af 1900-tallet begyndte den norske befolkning at vokse i kommunen. Hovedårsagen til dette er, at flere af kvensk og samisk afstamning begyndte at beskrive sig som norske. For det andet manglede bygden embedsmænd, lærere, præster, læger, handelsmænd, vejopsyn, skovsopsyn og lignende stillinger i kommunen, og med få undtagelser var disse nordmænd. Dermed udgjorde de også den største gruppe af tilflyttere. Folketællingen i 1930 fortæller at i Porsanger var 42,5 % samer, 31,5 % kvenere og 26,0 % nordmænd.
Den anden verdenskrig fik voldsomme indvirkninger på kommunen og dens indbyggere. I krigsårene i var der næsten 70 000 mand i Porsanger. Dette var både tyske soldater og russiske krigsfanger. I løbet af krigen byggede tyskerne store fæstningsværker. De anlagde også flyvepladsen, som ligger der i dag. Næsten hele bebyggelsen i Porsangerområdet blev raseret ved nedbrændingen af Finnmark i 1944/45, og historiker Arvid Petterson i Porsanger har dokumenteret 340 dødsofre direkte knyttet til tvangsevakueringen af befolkningen.

## Kultur
- Porsanger kommune har et stort og bredt aktivitetstilbud for sine indbyggere. Der er omkring 150 aktive hold og foreninger i kommunen. Tilbuddet strækker sig fra musik og teater til sport og spil.
- I Børselv i Porsanger er der bygget et kvensk sprog og kulturcenter: Kventunet. Bygningen blev færdig i 2005 og det blev åbnet 2006. Kventunet ændrede navn til Kainun institutti – Kvensk institutt i 2006 og skal rette søgelyset mod det kvenske sprog.
- Storhallmessen er en populær handelsmesse med flere tusind besøgende. Messen arrangeres i Storhallen weekenden før 17. maj hvert år, og kan tilbyde besøgende alt fra tøj, husflidsprodukter til biler.
- Midnattsrocken er en stor festival som arrangeres på Brennelvneset i juli måned. Her kommer lokale musikere og kendte nationale og internationale stjerner.[15]

## Kendte personer fra Porsanger
- Den samiske komponist John Persen (1941-2014).[16]
- Klarinettist Håkon Stødle (1941-).[17]
- Ole Nilsen Ravna (1841-1906), deltog på Fridtjof Nansens ekspedition på ski over Grønland i 1888.
- Alf Nilsen-Børsskog, den første forfatter, der skrev på kvensk.[18]
- Kunster og skribent Edith Flåten.[19]